# Jengalyschewo
Jengalyschewo (russisch Енгалышево, Baschkirisch: Енғалыш) ist ein Dorf in Baschkortostan, Russland. Es ist Verwaltungssitz der Landratsgemeinde (Selsowet) Jengalyschewski selsowet.

## Geographie
Der Ort liegt im Tschischminski rajon, 37 Kilometer bzw. 38 Straßenkilometer südöstlich vom Verwaltungssitz des Rajons, Tschischmy, entfernt. Der nächstgelegene Ort ist Fomitschewo. Die nächste größere Stadt ist Ufa. Im Dorf gibt es 24 Straßen.

## Bevölkerung
Im Jahr 2010 lebten 485 Menschen im Dorf, die meisten davon Ersja.